# La Prisonnière du désert
Pour les articles homonymes, voir The Searchers.
Cet article possède un paronyme, voir Prisonniers du désert.
Pour plus de détails, voir Fiche technique et Distribution.
La Prisonnière du désert (The Searchers) est un western américain de John Ford, sorti en 1956, avec dans les rôles principaux John Wayne, Jeffrey Hunter et Natalie Wood.
Le film se déroule au Texas en 1868. Des Indiens Comanches attaquent le ranch d'Aaron Edwards, qui est tué ainsi que son épouse et son plus jeune fils. Ethan, le frère d'Aaron, découvrant le drame, part à la recherche de Lucy et Debbie, ses deux nièces disparues au cours de l'attaque. Bientôt, il n'est plus accompagné dans sa quête que de Martin Pawley (fils adoptif d'Aaron Edwards et donc neveu d'Ethan) et de Brad Jorgensen, le fiancé de Lucy.
Ce film est généralement considéré comme le chef-d’œuvre de Ford. En 2008, l'American Film Institute l'a désigné comme le « plus grand western de tous les temps ». Il est inscrit depuis 1989 au National Film Registry pour être conservé à la Bibliothèque du Congrès des États-Unis « pour tous les temps en raison de son importance culturelle, historique ou esthétique. »

## Contexte
L'histoire s'inspire d'un fait réel : une petite fille, Cynthia Ann Parker, est enlevée en 1836 au Texas. Plus tard, elle deviendra l'épouse d'un chef Comanche et sera retrouvée des années plus tard, ramenée de force dans la communauté blanche malgré ses protestations. Cet événement a inspiré le livre d'Alan Le May, duquel s'inspire John Ford.
John Wayne, conservateur déclaré, joue un personnage inspiré de l’histoire vraie de Britton Johnson, ancien esclave noir parti à la recherche de son épouse et de ses deux enfants enlevés par les Indiens Kiowa.

## Synopsis
Il y a trois ans que la guerre de Sécession a pris fin. Ethan Edwards, ancien soldat confédéré ne rentre que maintenant au pays, c'est-à-dire au ranch de son frère Aaron. Celui-ci y vit avec son épouse et leurs quatre enfants : deux filles, Lucy et Debbie, et deux fils dont un adoptif, Martin Pawley un gaillard de 18-20 ans (avec un huitième de sang cherokee dans les veines). Au souper, les propos d'Ethan trahissent son animosité vis-à-vis des Indiens.

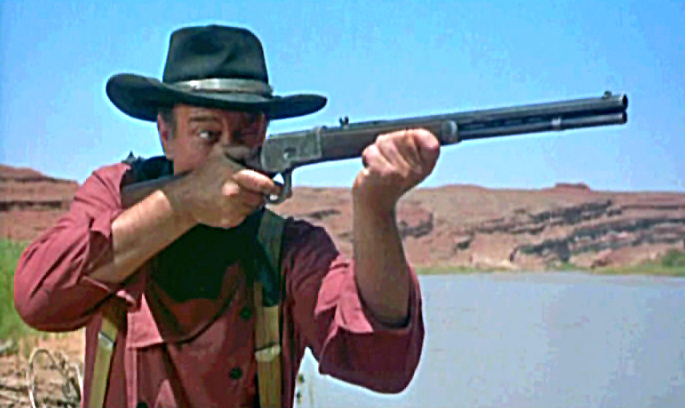
John Wayne (Ethan).

Le lendemain, les voisins, menés par le révérend et capitaine Samuel Clayton, viennent chercher du renfort pour rechercher du bétail volé par les Comanches. Ethan et Martin se joignent à la petite troupe menée par Clayton. Mais ce vol de bétail n'est qu'une manœuvre de diversion des Comanches pour éloigner les hommes de leurs fermes. Pendant qu'ils le sont, le ranch Edwards est attaqué, les parents et leur jeune fils tués, et les deux filles enlevées. Ethan Edwards part à la recherche de ses nièces ; Martin Pawley, leur frère d'adoption, et Brad Jorgensen, le fiancé de Lucy, l'accompagnent. Ils retrouvent assez rapidement le cadavre de Lucy. Fou de douleur, Brad attaque seul le campement des rebelles comanches et meurt.
Pour récupérer la jeune Debbie, Ethan et Martin Pawley se lancent dans une longue quête à travers l'Ouest, qui durera plusieurs années et durant laquelle ils ne reviendront qu'une fois à la ferme Jorgensen. Au cours de ce bref séjour, l'amour qui existait depuis toujours entre Laurie, la fille Jorgensen, et Martin Pawley se renforce. Mais Ethan et Martin sont très vite obligés de repartir, toujours en quête de Debbie, leur nièce et sœur respective.

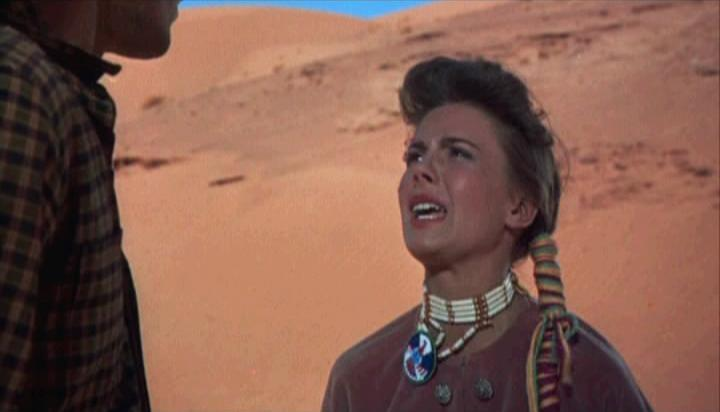
Natalie Wood (Debbie).

Après quelques péripéties, les deux pisteurs (Searchers) parviennent enfin jusqu'à Debbie qu'ils reconnaissent dans la tente même du chef Comanche « l’Éclair » (Scar, « le Balafré » dans la VO) : elle est devenue une de ses squaws. Il est impossible de la libérer sur-le-champ. Ethan et Martin repartent et campent non loin de là. Debbie les rejoint en catimini et dit à Martin de partir car elle est devenue une Indienne maintenant. Ethan arrive sur ces entrefaites et lève son pistolet pour tuer l'Indienne en qui sa nièce semble s'être transformée, mais Martin s'interpose. Le « Balafré » intervient aussi et blesse Ethan au bras, puis ses hommes mettent Ethan et Martin en fuite, sans parvenir à les tuer. Fin du premier contact direct entre Debbie devenue jeune femme et ses oncle et frère.
Revenant chez les Jorgensen, Ethan et Martin arrivent en pleine célébration du mariage de Laurie — qui avait fini par renoncer à Martin, n'ayant reçu de lui en cinq ans qu'une seule lettre écrite en termes réservés — avec le brave Charlie McCorry, mariage sur le point d'être scellé par le révérend Clayton. Martin et Charlie mettent les choses au point entre eux en se battant dans la cour et finalement, la cérémonie de mariage est annulée.
Edwards, Martin et Clayton repartent peu après attaquer le campement indien du chef Comanche « le Balafré » repéré non loin de là par un régiment de cavalerie. Martin va sauver Debbie juste avant l'attaque et tue « le Balafré ». Finalement, chez Ethan l'instinct familial est plus fort que son animosité pour les Indiens : il ne voit plus en Debbie la Comanche qu'elle a été contrainte de devenir mais la nièce qu'il a connue petite fille. Il la prend donc dans ses bras et la ramène chez les Jorgensen (où Laurie retrouve enfin Martin et cette fois pour de bon), puis repart seul vers le désert et son destin.

## Fiche technique
- Titre original : The Searchers
- Titre français : La Prisonnière du désert
- Réalisation : John Ford, assisté de Gary Nelson (non crédité)
- Scénario : Frank S. Nugent, d'après le roman d'Alan Le May
- Musique : Max Steiner
- Décors : Victor A. Gangelin
- Costumes : Frank Beetson
- Photographie : Winton C. Hoch et Alfred Gilks (2e équipe)
- Montage : Jack Murray
- Production : Merian C. Cooper et Patrick Ford
- Société de production : C. V. Whitney Pictures
- Société de distribution : Warner Bros. Pictures
- Pays de production :  États-Unis
- Langues originales : anglais et secondairement navajo et espagnol
- Format : couleur (Technicolor VistaVision) — 35 mm — 1,85:1 — son mono
- Durée : 118 minutes
- Dates de sortie :
  - États-Unis : 13 mars 1956
  - France : 8 août 1956
- Affiche : Bill Gold (États-Unis), Jean Mascii (France)

## Distribution
- John Wayne (VF : Raymond Loyer) : Ethan Edwards
- Jeffrey Hunter (VF : Jacques Thébault) : Martin Pawley
- Vera Miles (VF : Micheline Cevennes) : Laurie Jorgensen
- Ward Bond (VF : Pierre Morin) : le révérend Samuel Johnson Clayton, capitaine des Texas Rangers
- Natalie Wood (VF : Jeanine Freson) : Debbie (diminutif de Deborah) Edwards
- John Qualen (VF : Georges Hubert) : Lars Jorgensen
- Olive Golden (VF : Marie Francey) : Ma Jorgensen
- Harry Carey Jr. (VF : Michel Gudin) : Brad Jorgensen
- Henry Brandon : le chef indien Éclair (ou Relampago), dit le Balafré (« Cicatriz » ou « Scar » en VO)
- Ken Curtis (VF : Roger Rudel) : Charlie McCorry
- Antonio Moreno (VF : Jean-Henri Chambois) : Emilio Gabriel Fernandez y Figueroa
- Hank Worden : Moïse Harper
- Lana Wood (VF : Linette Lemercier) : Debbie (diminutif de Deborah) enfant
- Patrick Wayne : lieutenant Greenhill
- Dorothy Jordan (VF : Lita Recio) : Martha Edwards
- Walter Coy (VF : Pierre Leproux) : Aaron Edwards
- Pippa Scott : Lucy Edwards
- Robert Lyden : Ben (diminutif de Benjamin) Edwards
- Peter Mamakos (VF : Jean Clarieux) : Jerem Futterman, le commerçant
- Nacho Galindo (non crédité) : le barman mexicain

## Production

### Lieux de tournage

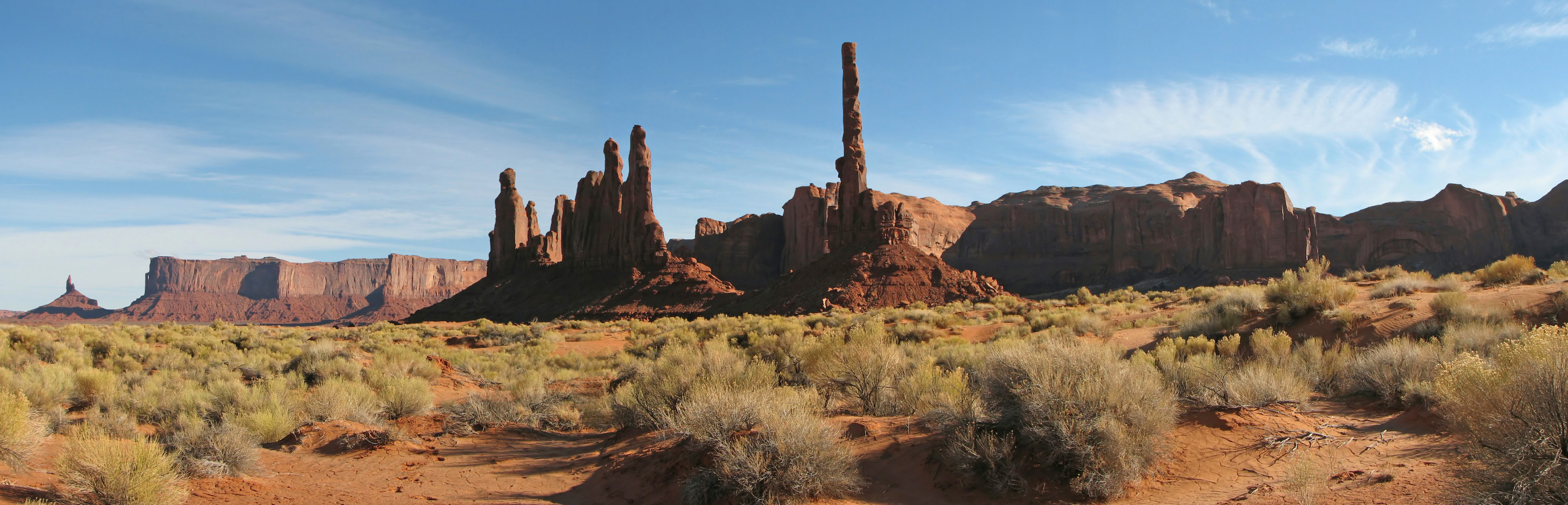
Monument Valley.

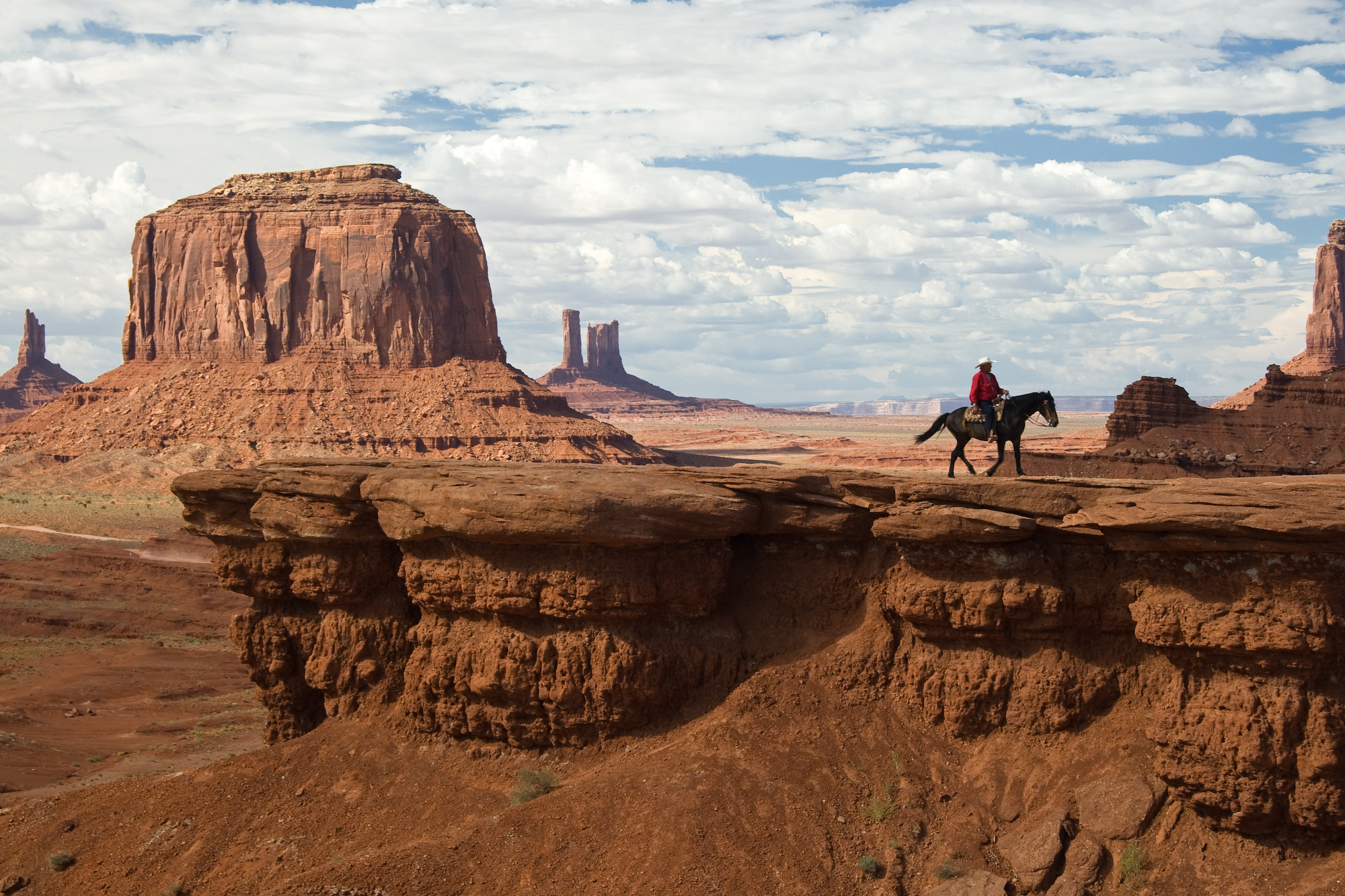
Monument Valley, vu depuis le John Ford Point (2007).

Censé se dérouler au Texas, le film a en réalité été tourné en août 1955 en extérieur à Monument Valley, Edmonton, Gunnison et Aspen (Colorado) et dans l'Utah.
On peut entre autres reconnaître le John Ford Point lors de la reconnaissance du camp indien précédant l'attaque finale par Ethan (1 h 43 min 32 s).

## Autour du film
Les plans qui ouvrent et ferment le film (la caméra se trouve à l'intérieur de la maison et par un subtil plan séquence, Ford sort de celle-ci et embrasse avec sa caméra Ethan Edwards et l'impressionnant paysage de Monument Valley), sont considérés parmi les meilleurs du cinéma de Ford.

## Ford et les Indiens
Ford aborde de nouveau le problème des guerres indiennes et des prisonnières dans Les Deux Cavaliers (Two rode together) en 1961.

### Radio
- « "La Prisonnière du désert" : comment le personnage du cowboy solitaire devient un mythe universel », Les Nuits de France Culture, le 31 août 2023, rediffusion de l'émission Ciné-club du 8 avril 1998, avec Jean-Claude Brisseau, Suzanne Liandrat-Guigues, Pierre Gabaston, Jean-Louis Leutrat